# Ms. 45
Ms. 45, también conocida como Angel of Vengeance, es una película de 1981 de bajo presupuesto dirigida por Abel Ferrara y protagonizada por Zoë Tamerlis Lund. Inspirada en películas como Death Wish y Thriller - en grym film, la película es una historia de violación y venganza sobre Thana, una mujer muda que se convierte en una asesina después de ser violada dos veces en un día cuando venía de regreso a casa del trabajo. La película fue calumniada gravemente en su estreno, pero ahora es respetada entre fanes del cine underground y considerada una película de culto.

## Elenco
- Zoë Tamerlis Lund como Thana.
- Albert Sinkys como Albert.
- Darlene Stuto como Laurie.
- Helen McGara como Carol.
- Nike Zachmanoglou como Pamela.
- Abel Ferrara como Primer violador.
- Peter Yellen como El ladrón.
- Editta Sherman como Mrs. Nasone
- Vincent Gruppi como Heckler.
- S. Edward Singer como El fotógrafo.